# Torneio de xadrez de Toluca de 1982
O Torneio de xadrez do Toluca de 1982 foi um dos três torneios interzonais realizados com o objetivo de selecionar dois jogadores para participar do Torneio de Candidatos de 1983, que foi o Torneio de Candidatos do ciclo 1982-1984 para escolha do desafiante ao título no Campeonato Mundial de Xadrez de 1984. A competição foi realizada na cidade de Toluca em outubro e teve como vencedor Lajos Portisch.

## Tabela de resultados[1][3]
Os nomes em fundo verde claro indicam os jogadores que participaram do torneio de Candidatos do ano seguinte:
|    |                      | Rating | 1 | 2 | 3 | 4 | 5 | 6 | 7 | 8 | 9 | 10 | 11 | 12 | 13 | 14 | Total | Tie break |
| -- | -------------------- | ------ | - | - | - | - | - | - | - | - | - | -- | -- | -- | -- | -- | ----- | --------- |
| 1  | HUN Lajos Portisch\| | 2625   | - | ½ | 1 | ½ | 0 | ½ | 0 | 1 | 1 | 1  | ½  | 1  | 1  | ½  | 8½    | 51.75     |
| 2  | PHI Eugenio Torre    | 2535   | ½ | - | ½ | 0 | ½ | 1 | 1 | ½ | ½ | ½  | 1  | ½  | 1  | 1  | 8½    | 51.00     |
| 3  | FRA Boris Spassky    | 2610   | 0 | ½ | - | ½ | ½ | ½ | ½ | ½ | ½ | 1  | 1  | 1  | ½  | 1  | 8     |           |
| 4  | CAN Igor Ivanov      | 2505   | ½ | 1 | ½ | - | ½ | ½ | ½ | ½ | ½ | ½  | 1  | ½  | 0  | 1  | 7½    | 48.00     |
| 5  | URS Artur Yusupov    | 2555   | 1 | ½ | ½ | ½ | - | ½ | ½ | ½ | ½ | 0  | ½  | 1  | ½  | 1  | 7½    | 46.00     |
| 6  | URS Lev Polugaevsky  | 2610   | ½ | 0 | ½ | ½ | ½ | - | 1 | ½ | ½ | ½  | ½  | ½  | 1  | 1  | 7½    | 44.50     |
| 7  | EUA Yasser Seirawan  | 2595   | 1 | 0 | ½ | ½ | ½ | 0 | - | 0 | 1 | 1  | ½  | ½  | 1  | 1  | 7½    | 44.25     |
| 8  | ENG John Nunn        | 2565   | 0 | ½ | ½ | ½ | ½ | ½ | 1 | - | ½ | ½  | ½  | ½  | ½  | 1  | 7     |           |
| 9  | URS Yuri Balashov    | 2555   | 0 | ½ | ½ | ½ | ½ | ½ | 0 | ½ | - | 1  | 0  | 1  | ½  | 1  | 6½    | 38.00     |
| 10 | HUN András Adorján   | 2510   | 0 | ½ | 0 | ½ | 1 | ½ | 0 | ½ | 0 | -  | 1  | ½  | 1  | 1  | 6½    | 36.75     |
| 11 | YUG Krunoslav Hulak  | 2495   | ½ | 0 | 0 | 0 | ½ | ½ | ½ | ½ | 1 | 0  | -  | ½  | ½  | 1  | 5½    |           |
| 12 | ARG Jorge Rubinetti} | 2415   | 0 | ½ | 0 | ½ | 0 | ½ | ½ | ½ | 0 | ½  | ½  | -  | ½  | 0  | 4     | 27.00     |
| 13 | CUB Amador Rodriguez | 2480   | 0 | 0 | ½ | 1 | ½ | 0 | 0 | ½ | ½ | 0  | ½  | ½  | -  | 0  | 4     | 26.75     |
| 14 | LBN Bachar Kouatly   | 2440   | ½ | 0 | 0 | 0 | 0 | 0 | 0 | 0 | 0 | 0  | 0  | 1  | 1  | -  | 2½    |           |